# Elasmus cnaphalocrocis
Elasmus cnaphalocrocis är en stekelart som beskrevs av Yin-Xia Liao 1987. Elasmus cnaphalocrocis ingår i släktet Elasmus och familjen finglanssteklar. Inga underarter finns listade i Catalogue of Life.